# Chondracanthus triventricosus
Chondracanthus triventricosus är en kräftdjursart som beskrevs av Sekerak 1970. Chondracanthus triventricosus ingår i släktet Chondracanthus och familjen Chondracanthidae. Inga underarter finns listade i Catalogue of Life.